# 上矢部町富士山古墳
上矢部町富士山古墳（かみやべちょうふじさんこふん）は、神奈川県横浜市戸塚区上矢部町にある古墳。形状は円墳。1991年（平成3年）11月1日に出土品が一括して横浜市の有形文化財に指定されている。

## 概要
墳丘の径25mほどの円墳で、瀬谷区三ツ境付近を源流とする阿久和川が柏尾川に合流する付近の丘陵上に位置する。標高はおよそ50mあり、北東丘陵裾には、富士山正福寺がある。上矢部町富士山古墳調査団により1989年（平成元年）に発掘調査が行われた。
墳丘の西側から南側にかけて、幅2mほどの周溝が掘られており、墳丘の斜面から溝底にかけて多量の埴輪が発掘された。埴輪の特徴から、同古墳は550年前後に造営され、当該地域の有力者を埋葬したものと推定されている。

## 出土品

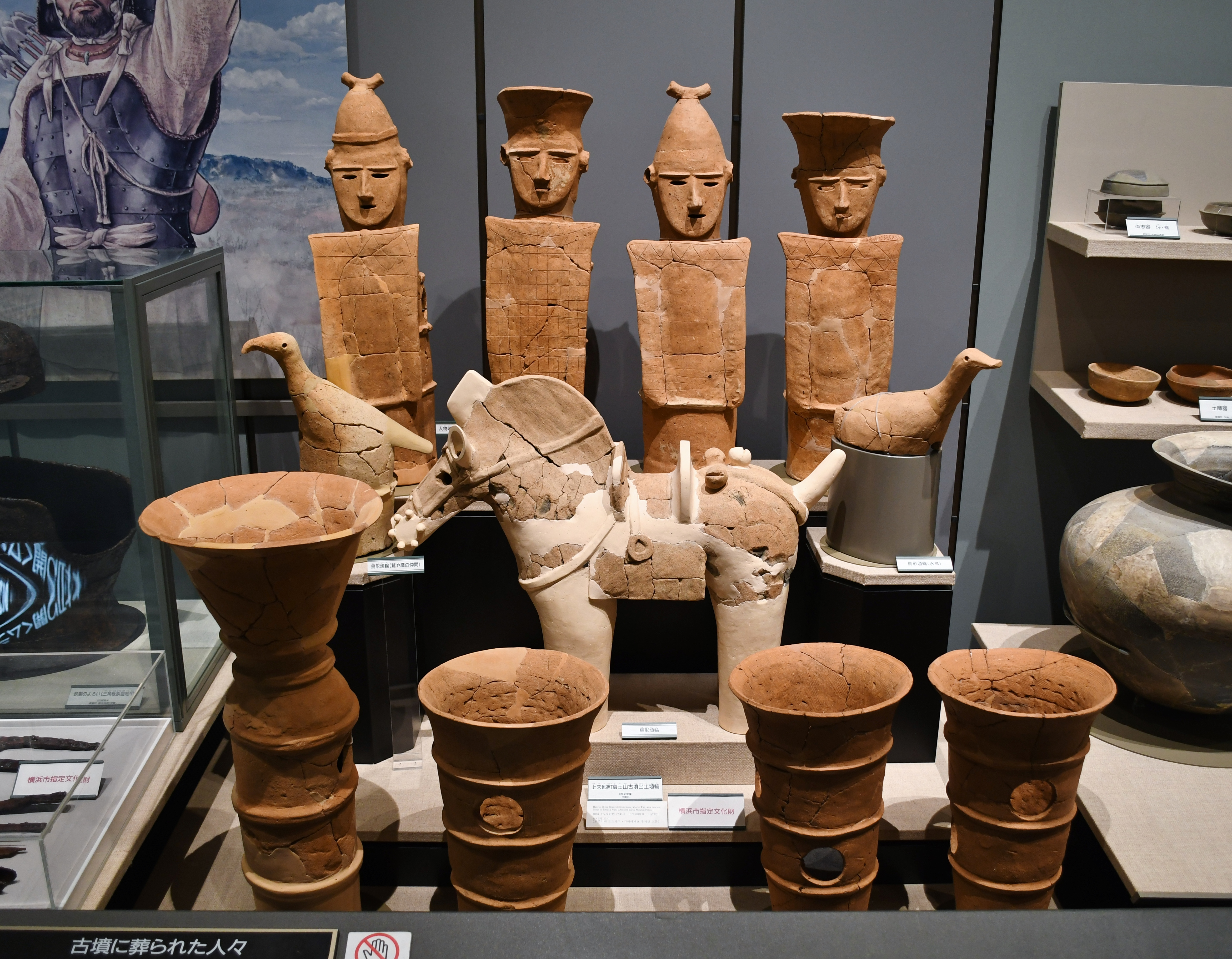
出土埴輪横浜市歴史博物館展示。

以下の出土品は横浜市が所有し、横浜市指定有形文化財（考古資料）に指定され、横浜市歴史博物館に所蔵されている。
- 上矢部町富士山古墳出土品一括 - 盾持人物埴輪・馬形埴輪・鳥形埴輪・円筒埴輪など30点

## 参考図書
- 横浜市埋蔵文化財センター（編）「古墳に樹てられた埴輪たち－戸塚区上矢部町富士山古墳と緑区北門1号墳の埴輪－」（PDF）『埋文よこはま』第17号、横浜市ふるさと歴史財団、2008年3月28日。